# Championnat d'Europe de Formule 2 1970
Navigation
1969 1971
Le championnat d'Europe de Formule 2 1970 a été remporté par le Suisse Clay Regazzoni, sur une Tecno-Cosworth de l'écurie Tecno Racing Team.

## Règlement sportif
- L'attribution des points s'effectue selon le barème 9,6,4,3,2,1 (comme en Formule 1 à la même période). Seuls les six meilleurs scores sont comptabilisés dans le résultat final.
- Les pilotes de grade "A" ne peuvent pas inscrire de points. Le grade "A" est attribué aux pilotes ayant déjà fait leurs preuves dans le championnat du monde de Formule 1 ou celui d'Endurance.

## Engagés
| Écurie                                                                      | Constructeur | Chassis         | Moteur                   | Pneu | Pilote                | Manches      |
| --------------------------------------------------------------------------- | ------------ | --------------- | ------------------------ | ---- | --------------------- | ------------ |
| John Coombs                                                                 | Brabham-Ford | BT30            | Ford Cosworth FVA 1.6 L4 | D G  | Jackie Stewart        | 1            |
| John Coombs                                                                 | Brabham-Ford | BT30            | Ford Cosworth FVA 1.6 L4 | D G  | Jack Brabham          | 4, 6         |
| Sports Motor International Team Brabham                                     | Brabham-Ford | BT30            | Ford Cosworth FVA 1.6 L4 | F    | François Mazet        | 1–4, 6       |
| Sports Motor International Team Brabham                                     | Brabham-Ford | BT30            | Ford Cosworth FVA 1.6 L4 | F    | Tim Schenken          | 1–4, 6–7     |
| Sports Motor International Team Brabham                                     | Brabham-Ford | BT30            | Ford Cosworth FVA 1.6 L4 | F    | Gerry Birrell         | 7            |
| FIRST                                                                       | Brabham-Ford | BT30            | Ford Cosworth FVA 1.6 L4 | F    | Peter Westbury        | All          |
| Alistair Walker Racing                                                      | Brabham-Ford | BT30 BT23C      | Ford Cosworth FVA 1.6 L4 | F    | Robin Widdows         | 1–3          |
| Alistair Walker Racing                                                      | Brabham-Ford | BT30 BT23C      | Ford Cosworth FVA 1.6 L4 | F    | Alistair Walker       | 1, 6–8       |
| Wheatcroft Racing                                                           | Brabham-Ford | BT30            | Ford Cosworth FVA 1.6 L4 | F    | Derek Bell            | All          |
| John Watson                                                                 | Brabham-Ford | BT30            | Ford Cosworth FVA 1.6 L4 | F    | John Watson           | 1–4          |
| Bob Gerard Racing                                                           | Brabham-Ford | BT30            | Ford Cosworth FVA 1.6 L4 | F    | Peter Gaydon          | 1–2          |
| Bob Gerard Racing                                                           | Brabham-Ford | BT30            | Ford Cosworth FVA 1.6 L4 | F    | Henri Pescarolo       | 3–4          |
| Irish Racing Cars                                                           | Brabham-Ford | BT30            | Ford Cosworth FVA 1.6 L4 | ?    | Tommy Reid            | 1            |
| Scuderia Picchio Rosso North Italian Racing Developments Scuderia Ala d'Oro | Brabham-Ford | BT23 BT30       | Ford Cosworth FVA 1.6 L4 | F    | Vittorio Brambilla    | 1, 3, 5–8    |
| Scuderia Picchio Rosso North Italian Racing Developments Scuderia Ala d'Oro | Brabham-Ford | BT23 BT30       | Ford Cosworth FVA 1.6 L4 | F    | Enzo Corti            | 2–3          |
| Scuderia Picchio Rosso North Italian Racing Developments Scuderia Ala d'Oro | Brabham-Ford | BT23 BT30       | Ford Cosworth FVA 1.6 L4 | F    | Ernesto Brambilla     | 5–8          |
| Scuderia Picchio Rosso North Italian Racing Developments Scuderia Ala d'Oro | Ferrari      | Dino 166 F2     | Ferrari Dino 166 1.6 V6  | F    | Ernesto Brambilla     | 1, 3         |
| Montan Racing Team                                                          | Brabham-Ford | BT23 BT30 BT23C | Ford Cosworth FVA 1.6 L4 | ?    | Helmut Gall           | 1–2          |
| Montan Racing Team                                                          | Brabham-Ford | BT23 BT30 BT23C | Ford Cosworth FVA 1.6 L4 | ?    | Werner Lindermann     | 1–2          |
| Eifelland Wohnwagenbau                                                      | Brabham-Ford | BT23C BT30      | Ford Cosworth FVA 1.6 L4 | F    | Bernd Terbeck         | 1–2, 7–8     |
| Eifelland Wohnwagenbau                                                      | Brabham-Ford | BT23C BT30      | Ford Cosworth FVA 1.6 L4 | F    | Rolf Stommelen        | 5–7          |
| Eifelland Wohnwagenbau                                                      | Brabham-Ford | BT23C BT30      | Ford Cosworth FVA 1.6 L4 | F    | Hermann Unold         | 8            |
| Eifelland Wohnwagenbau                                                      | March-Ford   | 702             | Ford Cosworth FVA 1.6 L4 | F    | Rolf Stommelen        | 1–3          |
| Eifelland Wohnwagenbau                                                      | March-Ford   | 702             | Ford Cosworth FVA 1.6 L4 | F    | Hannelore Werner      | 8            |
| Brian Cullen Racing                                                         | Brabham-Ford | BT23C           | Ford Cosworth FVA 1.6 L4 | D    | Brian Cullen          | 1, 3, 5, 7–8 |
| Team Bardahl Lotus Components                                               | Lotus-Ford   | 69              | Ford Cosworth FVA 1.6 L4 | F    | Emerson Fittipaldi    | 1–5, 7–8     |
| Jochen Rindt Racing                                                         | Lotus-Ford   | 69              | Ford Cosworth FVA 1.6 L4 | F    | Jochen Rindt          | 1–2, 4       |
| Jochen Rindt Racing                                                         | Lotus-Ford   | 69              | Ford Cosworth FVA 1.6 L4 | F    | John Miles            | 2            |
| Jochen Rindt Racing                                                         | Lotus-Ford   | 69              | Ford Cosworth FVA 1.6 L4 | F    | Alex Soler-Roig       | 3            |
| Jochen Rindt Racing                                                         | Lotus-Ford   | 69              | Ford Cosworth FVA 1.6 L4 | F    | Eugenio Baturone      | 3            |
| Jochen Rindt Racing                                                         | Lotus-Ford   | 69              | Ford Cosworth FVA 1.6 L4 | F    | Graham Hill           | 4            |
| Tetsu Ikuzawa Racing Partnership                                            | Lotus-Ford   | 69              | Ford Cosworth FVA 1.6 L4 | F    | Tetsu Ikuzawa         | 1–2, 4, 6–8  |
| Bayerische Motoren Werke                                                    | BMW          | 270 269         | BMW M11 1.6 L4           | D    | Jo Siffert            | 1, 4–7       |
| Bayerische Motoren Werke                                                    | BMW          | 270 269         | BMW M11 1.6 L4           | D    | Dieter Quester        | 1, 3–8       |
| Bayerische Motoren Werke                                                    | BMW          | 270 269         | BMW M11 1.6 L4           | D    | Jacky Ickx            | 1, 4–7       |
| Bayerische Motoren Werke                                                    | BMW          | 270 269         | BMW M11 1.6 L4           | D    | Hubert Hahne          | 1–5          |
| Bayerische Motoren Werke                                                    | BMW          | 270 269         | BMW M11 1.6 L4           | D    | Dieter Basche         | 7–8          |
| Bayerische Motoren Werke                                                    | BMW          | 270 269         | BMW M11 1.6 L4           | D    | Derek Bell            | 8            |
| Squadra Tartaruga                                                           | March-Ford   | 702             | Ford Cosworth FVA 1.6 L4 | F    | Xavier Perrot         | 1–3, 6, 8    |
| Malcolm Guthrie Racing                                                      | March-Ford   | 702             | Ford Cosworth FVA 1.6 L4 | F    | Chris Amon            | 1            |
| Malcolm Guthrie Racing                                                      | March-Ford   | 702             | Ford Cosworth FVA 1.6 L4 | F    | Malcolm Guthrie       | 1–4, 7–8     |
| Malcolm Guthrie Racing                                                      | March-Ford   | 702             | Ford Cosworth FVA 1.6 L4 | F    | Ronnie Peterson       | 2–4, 6–8     |
| Tecno Racing Team                                                           | Tecno-Ford   | 69 70 68 71     | Ford Cosworth FVA 1.6 L4 | F    | Clay Regazzoni        | All          |
| Tecno Racing Team                                                           | Tecno-Ford   | 69 70 68 71     | Ford Cosworth FVA 1.6 L4 | F    | François Cevert       | 2–8          |
| Tecno Racing Team                                                           | Tecno-Ford   | 69 70 68 71     | Ford Cosworth FVA 1.6 L4 | F    | Giancarlo Gagliardi   | 3            |
| Tecno Racing Team                                                           | Tecno-Ford   | 69 70 68 71     | Ford Cosworth FVA 1.6 L4 | F    | Giovanni Salvati      | 5            |
| Tecno Racing Team                                                           | Tecno-Ford   | 69 70 68 71     | Ford Cosworth FVA 1.6 L4 | F    | Max Jean              | 6            |
| Constructions Mechaniques Pygmée                                            | Pygmée-Ford  | MDB15           | Ford Cosworth FVA 1.6 L4 | F G  | Patrick Dal Bo        | 1, 3–5, 7    |
| Constructions Mechaniques Pygmée                                            | Pygmée-Ford  | MDB15           | Ford Cosworth FVA 1.6 L4 | F G  | Jean-Pierre Jabouille | 1, 3–5, 7–8  |
| Constructions Mechaniques Pygmée                                            | Pygmée-Ford  | MDB15           | Ford Cosworth FVA 1.6 L4 | F G  | Patrick Depailler     | 3–5          |
| Constructions Mechaniques Pygmée                                            | Pygmée-Ford  | MDB15           | Ford Cosworth FVA 1.6 L4 | F G  | Jean-Pierre Beltoise  | 3–5, 8       |
| Publicator Racing                                                           | Chevron-Ford | B17C            | Ford Cosworth FVA 1.6 L4 | F    | Reine Wisell          | 1, 4         |
| Paul Craven                                                                 | Chevron-Ford | B17B            | Ford Cosworth FVA 1.6 L4 | ?    | Paul Craven           | 1            |
| Robert Lamplough                                                            | Lola-Ford    | T100            | Ford Cosworth FVA 1.6 L4 | F    | Robert Lamplough      | 1–2, 8       |
| Alan Fowler                                                                 | Lotus-Ford   | 48              | Ford Cosworth FVA 1.6 L4 | ?    | Barrie Smith          | 1            |
| Midland Racing Team                                                         | Tecno-Ford   | 69              | Ford Cosworth FVA 1.6 L4 | F    | Bruno Frey            | 2, 8         |
| Automóvil Club Argentino                                                    | Brabham-Ford | BT30            | Ford Cosworth FVA 1.6 L4 | F    | Benedicto Caldarella  | 2–4          |
| Automóvil Club Argentino                                                    | Brabham-Ford | BT30            | Ford Cosworth FVA 1.6 L4 | F    | Carlos Reutemann      | 2–8          |
| Scuderia Jolly Club                                                         | Tecno-Ford   | 68              | Ford Cosworth FVA 1.6 L4 | F    | Giancarlo Gagliardi   | 2            |
| Scuderia Jolly Club                                                         | Brabham-Ford | BT30            | Ford Cosworth FVA 1.6 L4 | F    | Giancarlo Gagliardi   | 5, 7         |
| Scuderia Jolly Club                                                         | Brabham-Ford | BT30            | Ford Cosworth FVA 1.6 L4 | F    | Pino Pica             | 3            |
| Scuderia Jolly Club                                                         | Brabham-Ford | BT30            | Ford Cosworth FVA 1.6 L4 | F    | Andrea de Adamich     | 4            |
| Roland Binder                                                               | Tecno-Ford   | 68              | Ford Cosworth FVA 1.6 L4 | F    | Roland Binder         | 2, 7–8       |
| Northumbria Racing Organisation                                             | Lotus-Ford   | 59B             | Ford Cosworth FVA 1.6 L4 | ?    | Johnny Blades         | 2–3          |
| Adam Potocki Racing                                                         | Lotus-Ford   | 69              | Ford Cosworth FVA 1.6 L4 | F    | Adam Potocki          | 4–5, 7–8     |
| Motor Racing Enterprises Team Obrist                                        | Brabham-Ford | BT30            | Ford Cosworth FVA 1.6 L4 | F    | Jean-Pierre Jaussaud  | 4            |
| Motor Racing Enterprises Team Obrist                                        | Brabham-Ford | BT30            | Ford Cosworth FVA 1.6 L4 | F    | Richard Scott         | 7–8          |
| Ecurie Ecosse                                                               | Brabham-Ford | BT30            | Ford Cosworth FVA 1.6 L4 | F    | Graham Birrell        | 4            |
| Ecurie Ecosse                                                               | Brabham-Ford | BT30            | Ford Cosworth FVA 1.6 L4 | F    | Richard Attwood       | 7            |
| Mike Goth                                                                   | Brabham-Ford | BT30            | Ford Cosworth FVA 1.6 L4 | ?    | Mike Goth             | 7            |
| Brian Nelson                                                                | Crosslé-Ford | 18F             | Ford Cosworth FVA 1.6 L4 | ?    | Brian Nelson          | 7            |
| Paul Watson Racing Organisation                                             | Brabham-Ford | BT30            | Ford Cosworth FVA 1.6 L4 | F    | Mike Goth             | 8            |
| Johnny Blades                                                               | Lotus-Ford   | 59B 69          | Ford Cosworth FVA 1.6 L4 | F    | Johnny Blades         | 8            |
| John Wingfield                                                              | Brabham-Ford | BT30            | Ford Cosworth FVA 1.6 L4 | F    | John Wingfield        | 8            |

## Courses de la saison 1970
| no | Date         | Épreuve                       | Lieu               | Vainqueur       | Voiture          | Équipe              | Résumé |
| -- | ------------ | ----------------------------- | ------------------ | --------------- | ---------------- | ------------------- | ------ |
| 26 | 30 mars      | BARC 200                      | Thruxton           | Jochen Rindt    | Lotus-Cosworth   | Jochen Rindt Racing | Résumé |
| 27 | 12 avril     | Trophée d'Allemagne           | Hockenheim         | Clay Regazzoni  | Tecno-Cosworth   | Tecno Racing Team   | Résumé |
| 28 | 26 avril     | Grand Prix de Barcelone       | Montjuïc           | Derek Bell      | Brabham-Cosworth | Wheatcroft Racing   | Résumé |
| 29 | 31 mai       | Grand Prix de Rouen           | Rouen              | Jo Siffert      | BMW              | BMW Motorsport      | Résumé |
| 30 | 23 août      | Grand Prix de la Méditerranée | Enna-Pergusa       | Clay Regazzoni  | Tecno-Cosworth   | Tecno Racing Team   | Résumé |
| 31 | 13 septembre | Flugplatzrennen               | Tulln-Langenlebarn | François Cevert | Tecno-Cosworth   | Tecno Racing Team   | Résumé |
| 32 | 27 septembre | Grand Prix de la cité d'Imola | Imola              | Clay Regazzoni  | Tecno-Cosworth   | Tecno Racing Team   | Résumé |
| 33 | 10 octobre   | Grand Prix de Bade-Wurtemberg | Hockenheim         | Dieter Quester  | BMW              | BMW                 | Résumé |

Notes: Certaines courses se disputaient en deux manches. Ne sont indiqués dans ce tableau que les vainqueurs du classement cumulé.

## Classement des pilotes
| Place | Pilote                | Écurie                     | Châssis | Moteur | THR | HOC | MNT | ROU | EMM | TUL | IMO | HOC | Points |
| ----- | --------------------- | -------------------------- | ------- | ------ | --- | --- | --- | --- | --- | --- | --- | --- | ------ |
| 1     | Clay Regazzoni        | Tecno Racing               | Tecno   | Ford   | 2   | 9   | -   | 9   | 9   | -   | 9   | 6   | 44     |
| 2     | Derek Bell            | Wheatcroft Racing          | Brabham | Ford   | 9   | 4   | 9   | (2) | 3   | 6   | 4   |     | 35     |
| 2     | Derek Bell            | BMW                        | BMW     | BMW    |     |     |     |     |     |     |     | (1) | 35     |
| 3     | Emerson Fittipaldi    | Team Bardahl               | Lotus   | Ford   | -   | 2   | 4   | 6   | 4   | -   | 6   | 3   | 25     |
| 4     | Dieter Quester        | BMW                        | BMW     | BMW    | 3   | -   | 2   | -   | -   | -   | -   | 9   | 14     |
|       | Ronnie Peterson       | Guthrie Racing             | March   | Ford   | -   | -   | -   | 3   | -   | 4   | 3   | 4   | 14     |
| 6     | Robin Widdows         | Walker Racing              | Brabham | Ford   | 6   | -   | 3   | -   | -   | -   | -   | -   | 9      |
|       | François Cevert       | Tecno Racing               | Tecno   | Ford   | -   | -   | -   | -   | -   | 9   | -   | -   | 9      |
|       | Tetsu Ikuzawa         | Ikuzawa Racing             | Lotus   | Ford   | -   | 6   | -   | -   | -   | 2   | 1   | -   | 9      |
| 9     | Peter Westbury        | FIRST                      | Brabham | Ford   | -   | -   | -   | 1   | 6   | -   | -   | -   | 7      |
| 10    | Henri Pescarolo       | Gerard Racing              | Brabham | Ford   | -   | -   | 6   | -   | -   | -   | -   | -   | 6      |
| 11    | Alistair Walker       | Walker Racing              | Brabham | Ford   | 4   | -   | -   | -   | -   | 1   | -   | -   | 5      |
| 12    | Tim Schenken          | Sports Motor International | Brabham | Ford   | -   | -   | -   | 4   | -   | -   | -   | -   | 4      |
| 13    | Hubert Hahne          | BMW                        | BMW     | BMW    | -   | 3   | -   | -   | -   | -   | -   | -   | 3      |
|       | Vittorio Brambilla    | North Italian Racing       | Brabham | Ford   | -   | -   | -   | -   | -   | 3   | -   | -   | 3      |
|       | Carlos Reutemann      | Automovil Club Argentino   | Brabham | Ford   | -   | -   | 1   | -   | -   | -   | -   | 2   | 3      |
| 16    | Jean-Pierre Jabouille | Pygmée                     | Pygmée  | Ford   | -   | -   | -   | -   | 2   | -   | -   | -   | 2      |
|       | Mike Goth             | privée                     | Brabham | Ford   | -   | -   | -   | -   | -   | -   | 2   | -   | 2      |
| 18    | Tommy Reid            | Irish Racing               | Brabham | Ford   | 1   | -   | -   | -   | -   | -   | -   | -   | 1      |
|       | Peter Gaydon          | Gerard Racing              | Brabham | Ford   | -   | 1   | -   | -   | -   | -   | -   | -   | 1      |

## Liste des Grands Prix disputés cette saison ne comptant pas pour le championnat
| Nom                                     | Circuit        | Date         | Vainqueur                      | Constructeur                   |
| --------------------------------------- | -------------- | ------------ | ------------------------------ | ------------------------------ |
| XXX Grand Prix de Pau                   | Pau-Ville      | 5 avril      | Jochen Rindt                   | Lotus-Ford                     |
| XXXIII Internationales ADAC-Eifelrennen | Nürburgring    | 3 mai        | Jochen Rindt                   | Lotus-Ford                     |
| VII Grand Prix de Limbourg              | Zolder         | 24 mai       | Jochen Rindt                   | Lotus-Ford                     |
| XVIII Trophée de Londres                | Crystal Palace | 25 mai       | Jackie Stewart                 | Brabham-Ford                   |
| V Rhein-Pokalrennen                     | Hockenheimring | 14 juin      | Hubert Hahne                   | BMW                            |
| XII Gran Premio della Lotteria di Monza | Monza          | 21 juin      | Giovanni Salvati               | Tecno-Ford                     |
| I Trophées de France                    | Paul Ricard    | 26 juillet   | Clay Regazzoni                 | Tecno-Ford                     |
| I Prix d'Allemagne                      | Nürburgring    | 2 août       | Xavier Perrot                  | March-Ford                     |
| I Festspielpreis der Stadt Salzburg     | Salzburgring   | 30 août      | Jacky Ickx                     | BMW                            |
| I Trophée du Mantorp Park               | Mantorp Park   | 30 août      | François Cevert                | Tecno-Ford                     |
| I Trophée Player's No. 6                | Phoenix Park   | 13 septembre | Alan Rollinson                 | Brabham-Ford                   |
| V Flughafenrennen München-Neubiberg     | Neubiberg      | 25 octobre   | Dieter Quester                 | BMW                            |
| I Grand Prix d'Israël                   | Ashkelon       | 22 novembre  | Annulé après les essais libres | Annulé après les essais libres |